# 1327년

## 연호
- 원(元) 태정(泰定) 4년
- 일본(日本) 가랴쿠(嘉暦) 2년
- 쩐 왕조(陳朝) 카이타이(開泰) 4년

## 기년
- 원(元) 태정제(泰定帝) 4년
- 고려(高麗) 충숙왕(忠肅王) 14년
- 쩐 왕조(陳朝) 명종(明宗) 14년